# Giri

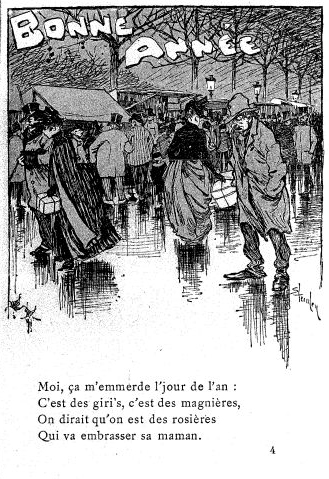
Page de Dans la rue. Texte d'Aristide Bruant, illustration de Steinlen.

 (septembre 2016).
Pour les articles homonymes, voir Giri (homonymie).
Giri (義理) est un mot japonais sans traduction littérale en français. Il désigne la notion de devoir et d'obligation morale et sociale.

## Définition
En 1900, Inazō Nitobe en donne une définition assez négative :

« Je veux parler du mot giri, qui signifie littéralement “raison droite”, mais qui en est venu à n'exprimer désormais qu'une vague idée du devoir que, selon l'opinion publique, le titulaire d'une obligation se devait de remplir. Dans son sens premier et entier, giri exprime le devoir, pur et simple. Ainsi nous parlons du giri que nous devons à nos parents, à nos supérieurs, à nos inférieurs, à la société en général, etc. Dans ce cas, giri signifie ”devoir” ; qu'est-ce que le devoir sinon ce qu'exige et nous commande la raison ? La raison ne devrait-elle pas être notre impératif catégorique ?
À l'origine, giri ne signifiait rien de plus que “devoir” et j'ose dire que son étymologie découle du fait que dans notre conduite — envers nos parents — l'amour, qui aurait dû être le mobile unique venant souvent à manquer, il fallait bien une autre autorité pour renforcer la piété filiale, et on la formula ainsi : giri. Et on eut raison d'appeler ainsi cette autorité giri, car si ce n'est pas l'amour qui pousse aux actes de vertu, il faut avoir recours à l'intelligence de l'homme, et sa raison doit être prompte à le convaincre de la nécessité d'agir avec droiture. Ceci est vrai pour n'importe quelle autre obligation morale. Dès l'instant où le devoir devient lourd, la raison entre en jeu pour nous empêcher de nous y soustraire. Le giri ainsi compris est un maître sévère, fouet en main, qui fait accomplir aux paresseux leur devoir. Dans le domaine de l'éthique, il s'agit d'une puissance de second ordre. Car il est infiniment inférieur à la doctrine chrétienne de l'amour, qui devrait être la seule loi. Il est pour moi le produit conçu par une société artificielle — société dans laquelle les hasards de la naissance et les faveurs imméritées ont peu à peu institué les différences de classe, une société dans laquelle la famille est la seule unité reconnue, une société dans laquelle le privilège de l'âge est supérieur à la reconnaissance du talent, une société dans laquelle enfin les inclinaisons du cœur doivent souvent s'effacer devant l'arbitraire des usages humains. Et c'est à cause de ce caractère fondamentalement artificiel que le giri, le temps passant, n'a fini par ne plus exprimer qu'un vague esprit de ce qui est bienséant, auquel on a recours pour expliquer ceci ou pour réprouver cela. Ainsi, pour le giri, la mère dans la nécessité devra sacrifier tous ses enfants au premier-né, la fille devra vendre sa vertu pour payer les dissipations du père, et ainsi de suite. “Raison droite” à l'origine, le giri s'est souvent, à mes yeux, définitivement perdu dans la plus médiocre des casuistiques. Pire encore, il a dégénéré en une simple et lâche peur du blâme social. Je pourrais dire du giri ce que Walter Scott disait du patriotisme : “Le plus noble sera souvent le plus médiocre des masques pour dissimuler d'autres sentiments.” Hors de la raison, le giri devint une monstruosité. Il abritait sous ses ailes tous les sophismes et toutes les hypocrisies. Et il serait rapidement devenu le nid même de toutes les lâchetés si le bushidô ne portait pas en lui un sens aigu et vrai de ce que sont le courage, l'esprit d'audace et la maîtrise de soi. »

— Bushidō, l'âme du Japon, 1900  (ISBN 2846170118).
En 1945, l'anthropologue et folkloriste américaine Ruth Benedict, bien qu'elle ne parle pas japonais et qu'elle n'ait jamais été au Japon, donne sa version de cette notion qu'elle juge fondamentale de la culture et de la société japonaise dans l'étude qu'elle a fournie au haut commandement américain (le Pentagone). Selon Ruth Benedict, certains concepts comme le giri (« la dette »), le gimu (« le devoir »), permettraient de définir un «modèle culturel» stable spécifique au Japon. L'anthropologue oppose le Japon, où les conduites seraient déterminées principalement par la honte, à la société américaine, où les conduites seraient dictées davantage par la peur de commettre une faute, un péché. Bien qu'elle ait reçu un très bon accueil, cette thèse a été critiquée comme essentialiste : elle contribuerait à figer dans le temps la société japonaise.

## Exemples
Par exemple, chaque année, les femmes qui travaillent doivent offrir des chocolats (giri choco) à leurs collègues masculins à la Saint-Valentin. Quel que soit leur degré d'amitié, il s'agit d'une obligation sociale servant à prouver qu'on est heureux de travailler ensemble[réf. nécessaire]. En retour, les hommes se doivent de faire un cadeau aux femmes lors du White Day le mois suivant.